# المؤسسة الأمريكية للأسماك والحياة البرية

المؤسسة الأمريكية للأسماك والحياة البرية (بالإنجليزية: United States Fish and Wildlife Service FWS) هي وكالة حكومية فيدرالية داخل الولايات المتحدة الأمريكية تتبع وزارة الداخلية ممثلة بالإدارة المخصصة لإدارة الأسماك والحياة البرية تأسست عام 1940 ويقع مقرها الرئيسي في مقاطعة أرلينغتون، فيرجينيا، ونصت عبارة بعثة الوكالة على "العمل مع الآخرين للحفاظ وحماية الأسماك والحياة البرية والنباتات وموائلها لصالح استمرار للشعب الاميركي"، ووفقا لاحصائيا عام 2006 يعمل في المؤسسة الفيدرالية 7960 موظف، في حين بلغت ميزانيتها لنقس العام 2.32 مليار دولار أمريكي.
الوحدات التابعة للمؤسسة الأمريكية للأسماك والحياة البرية :
- النظام الوطني لملاجيء لحياة البرية (يشتمل على 548 ملجأ وطني للحياة البرية و66 محمية وطنية سمكية).
- شعبة إدارة الطيور المهاجرة.
- الختم الفدرالي للبط.
- النظام الوطني لأسماك التفريخ.
- برنامج الأنواع المهددة بالانقراض.
- مكتب خدمة إنفاذ القانون الولايات المتحدة للأسماك والحياة البرية.
- مختبر كلارك بافين الأسماك والحياة البرية.